# Кведа Кваліті
Кведа Кваліті (груз. ქვედა კვალითი) — село в Грузії.
За даними перепису населення 2014 року в селі проживає 2561 особи.